# 梶田繁珠
梶田 繁珠（かじた しげよし、生年不明 - 没年不明）は江戸時代の尾張藩士。

## 来歴
梶田家の子として生まれた。1814年（文化10年）に春日井（現・愛知県春日井市下市場町郷中北方）に建立した五輪塔が現存している。